# جوش رينولدز
جوش رينولدز (بالإنجليزية: Josh Reynolds) هو لاعب كرة قدم أمريكية أمريكي، ولد في 16 فبراير 1995 في سان أنطونيو في الولايات المتحدة.

## وصلات خارجية
- جوش رينولدز على موقع مرجع كرة القدم المحترفة.كوم (الإنجليزية)